# Unnaer Künstlerkreis
Der Unnaer Künstlerkreis (UKK) wurde 1948 gegründet, nachdem erstmals nach dem Zweiten Weltkrieg im Jahr 1947 im Hinterzimmer der Gaststätte „Sozietät“ in Unna eine Kunstausstellung stattgefunden hatte. Der damalige Kulturamtsleiter von Unna hatte die Künstler dazu ermutigt und zusammengeführt.

## Hintergrund
Die wöchentlichen Treffen in der Burg Unna, dem heutigen Hellweg-Museum der Stadt Unna, dienten dem gemeinsamen Zeichnen. Die Künstler standen selbst Modell oder stellten für ein kleines Honorar Obdachlose aus dem Obdachlosenheim dazu an. In den Anfangsjahren beschränkten sich Ausstellungen auf das Gebiet des Kreises Unna, regelmäßig wurden im Rathaus Arbeiten der Gruppe präsentiert.
Durch Arbeiten zu den Festveranstaltungen und weitere öffentliche Aufträge von Stadt und Kreis Unna, sowie 1964 durch die Erhöhung des Etats für Kunstankäufe beim Landkreis, gab es starke gegenseitige Beeinflussung von Kunst und Politik.

## Künstler
In der vom 7. bis zum 17. Dezember 1947 von der Stadt Unna veranstalteten Kunstausstellung Westfälischer Künstler zeigten unter anderem folgende Künstler ihre Arbeiten:
Aus dem Kreis Unna:
- Wilhelm Buschulte
- Wolfgang Fräger
- Carl Heuer
- Lothar Kampmann

Gäste:
- Alfred Kitzig (Ahlen)
- Max Schulze-Sölde (Werl)
- Eberhard Viegener (Bilme)
- Josef Wedewer (Lüdinghausen)
- Irmgard Wessel-Zumloh und
- Wilhelm Wessel (Iserlohn).

In späteren Jahren zählte auch HA Schult zu den Mitgliedern der Gruppe.

## Gemeinsame Ausstellungen
- 1947: Sozietät – Unna
- 1951: Ehrenhof – Düsseldorf
- 1952: Stadthaus – Dortmund
- 1954: Kurhaus – Unna
- 1958: Hellweg-Museum – Unna
- 1968: Hellweg-Museum – Unna